# Quina fera de nena!
Quina fera de nena! (títol original en anglès: Bringing Up Baby) és una comèdia romàntica de l'any 1938 dirigida per Howard Hawks i protagonitzada Katharine Hepburn i Cary Grant.
És una de les millors comèdies de la història del cinema i la principal mostra de l'anomenada screwball comedy, que va florir a la dècada dels 30. Va significar la segona pel·lícula per a la parella Cary Grant i Katharine Hepburn, després del seu treball en la formidable Sylvia Scarlett (1935) de George Cukor, director amb el qual gravarien Holiday el mateix any de la producció de Quina fera de nena!.
La pel·lícula té un esplèndid guió de Dudley Nichols (que a l'any següent treballaria al costat de John Ford en La diligència) i Hagar Wilde, que traspassa a la pantalla Hawks amb el seu metrallador estil, dinamisme rítmic i frenètic intercanvi de punyents i enginyosos diàlegs.
Tanmateix, tots aquests elements no van ser suficients per a triomfar en la seva estrena, però el pas dels anys ha fet justícia i ara és considerada una de les millors pel·lícules del seu gènere.

## Argument
David Huxley (Cary Grant) és un paleontòleg tímid i despistat que està a punt d'acabar la laboriosa reconstrucció de l'esquelet d'un brontosaure, del qual només falta una clavícula intercostal, i que, alhora, també està a punt de casar-se amb la seva anodina secretària. En una partida de golf amb l'advocat d'una solterassa milionària, potencial mecenes del museu per al qual treballa Huxley, aquest coneix Susan Vance (Katharine Hepburn), una jove acabalada i capriciosa que farà l'impossible perquè no culmini cap dels seus dos projectes. A partir d'aquest moment, Susan es dedicarà a manipular Huxley i a dedicar-li les seves atencions amb el seu particular estil: li abonyega el cotxe, li trenca l'esmòquing, li amaga la roba, li trenca les ulleres i, per si no n'hi hagués prou, el convenç perquè tingui cura d'un jove lleopard anomenat Baby.

## Repartiment
Surten als crèdits
- Cary Grant: Dr. David Huxley (alias Mr. Bone)
- Katharine Hepburn: Susan Vance
- May Robson: Elizabeth Carlton Random
- Charles Ruggles: major Horace Applegate
- Walter Catlett: Constable Slocum
- Barry Fitzgerald: Aloysius Gogarty
- Fritz Feld: Dr. Fritz Lehman
- Virginia Walker: Alice Swallow
- George Irving: Dr. Alexander Peabody
- Leona Roberts: Mrs. Hannah Gogarty
- Tala Birell: Mrs. Lehman
- John Kelly: Elmer

No surten als crèdits
- D'Arcy Corrigan: professor LaTouche
- Billy Bevan: Tom
- Billy Franey: el carnisser
- Dick Lane: gerent del circ
- Ward Bond: policia amb motocicleta